# Ormosia mesocera
Ormosia mesocera är en tvåvingeart som beskrevs av Alexander 1917. Ormosia mesocera ingår i släktet Ormosia och familjen småharkrankar. Inga underarter finns listade i Catalogue of Life.